# Фёдоровка (Аксубаевский район)
Фёдоровка — деревня в Аксубаевском районе Татарстана. Входит в состав Беловского сельского поселения.

## География
Находится приблизительно в 23 км к юго-востоку от районного центра поселка Аксубаево. В 1 км к югу от деревни проходит автодорога Кузайкино (Р-239) — Нурлат.

## История
Основана в 1920-х годах.

## Население
Постоянных жителей было: в 1926 — 73, в 1938—111, в 1949—112, в 1958—151, в 1970—131, в 1979—145, в 1989 — 21, в 2002 году 34 (чуваши 97 %), в 2010 году 48.